# Otto Loewi

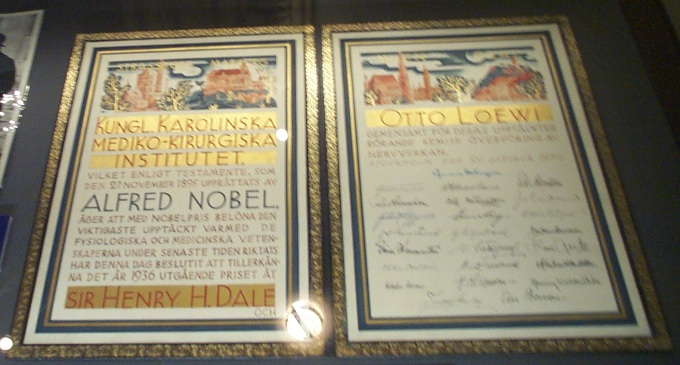
Otto Loewis nobeldiplom

Otto Loewi, född 3 juni 1873 i Frankfurt am Main, död 25 december 1961 i New York, var en österrikisk/tysk-amerikansk farmakolog och nobelpristagare.

## Biografi
Loewi föddes i en judisk familj, och kunde emigrera till USA 1940, två år efter nazisternas maktövertagande i Österrike.
Loewi studerade medicin vid universitetet i Strasbourg för de kända professorerna Gustav Schwalbe, Oswald Schmiedeberg, och Bernhard Naunyn. Han tog sin medicinska doktorsexamen 1896. Han var också en medlem av broderskap Burschenschaft Germania Strassburg.
År 1921 undersökte Loewi hur vitala organ svarar på kemisk och elektrisk stimulering. Han fastställde också deras relativa beroende av adrenalin för korrekt funktion. Han kunde därigenom visa hur nervimpulser överförs av kemiska budbärare. Den första kemiska signalsubstans som han identifierade var acetylkolin.
År 1936 erhöll han Nobelpriset i fysiologi eller medicin tillsammans med Henry Hallet Dale för upptäckten av hur nervimpulser överförs kemiskt.